# Sjöändtjärnen
Sjöändtjärnen är en sjö i Bergs kommun i Jämtland och ingår i Indalsälvens huvudavrinningsområde. Sjön har en area på 0,0954 kvadratkilometer och ligger 396,8 meter över havet.

## Delavrinningsområde
Sjöändtjärnen ingår i det delavrinningsområde (694901-144542) som SMHI kallar för Mynnar i Näkten. Medelhöjden är 414 meter över havet och ytan är 6,58 kvadratkilometer. Det finns ett avrinningsområde uppströms, och räknas det in blir den ackumulerade arean 30,15 kvadratkilometer. Strulån som avvattnar avrinningsområdet har biflödesordning 3, vilket innebär att vattnet flödar genom totalt 3 vattendrag innan det når havet efter 306 kilometer. Avrinningsområdet består mestadels av skog (66 procent). Avrinningsområdet har 0,19 kvadratkilometer vattenytor vilket ger det en sjöprocent på 3 procent.